# Sarcophaga alba
Sarcophaga alba är en tvåvingeart som först beskrevs av Ignaz Rudolph Schiner 1868.  Sarcophaga alba ingår i släktet Sarcophaga och familjen köttflugor.
Artens utbredningsområde är Sri Lanka. Inga underarter finns listade i Catalogue of Life.